# 新洋街道
新洋街道，是中华人民共和国江苏省盐城市亭湖区下辖的一个乡镇级行政单位。

## 行政区划
新洋街道下辖以下地区：
新丰社区、童家沟社区、盐电社区、城北社区、新洋社区、盐湾村、北闸村、袁庄村、圩洋村、龙桥村、三英村和袁河村。